# Бобра-Велика
Бобра-Велика (пол. Bobra Wielka) — село в Польщі, у гміні Новий Двур Сокульського повіту Підляського воєводства.
Населення — 167 осіб (2011).
У 1975-1998 роках село належало до Білостоцького воєводства.

## Демографія
Демографічна структура станом на 31 березня 2011 року:
|          | Загалом | Допрацездатний вік | Працездатний вік | Постпрацездатний вік |
| -------- | ------- | ------------------ | ---------------- | -------------------- |
| Чоловіки | 88      | 16                 | 68               | 4                    |
| Жінки    | 79      | 19                 | 49               | 11                   |
| Разом    | 167     | 35                 | 117              | 15                   |